# اگنس مک‌لارن
اگنس مک‌لارن (به انگلیسی: Agnes McLaren) (۴ ژوئیه ۱۸۳۷–۱۷ آوریل ۱۹۱۳) یک پزشک اسکاتلندی و یکی از نخستین کمک‌کنندگان به زنان هندی بود که به دلیل سنت‌ها، نمی‌توانستند از پزشکان مرد درخواست کمک کنند. اگنس در زمینه‌های عدالت اجتماعی، از جمله اعتراض به تجارت برده سفیدپوستان، نیز فعال بود. او دادخواست حق رأی زنان ۱۸۶۶ را امضا کرد و در کنار مادرخوانده‌اش، پریسیلا برایت مک‌لارن، دبیر انجمن ملی حق رأی زنان ادینبرا بود. در سال ۱۸۷۳ او با پریسیلا و جین تیلور به اورکنی و شتلند سفر کرد تا در مورد حق رای زنان سخنرانی کند. پدرش از کارزار نخستین زنانی که قصد تحصیل در رشته پزشکی در دانشگاه ادینبرا را داشتند، پشتیبانی کرده بود و اگنس با سوفیا جکس-بلیک، یکی از اعضای گروه هفت ادینبرا دوست شد. با این حال پدرش از جاه‌طلبی‌های خود اگنس در این زمینه پشتیبانی نکرد. اگنس سپس اسکاتلند را ترک کرده و برای تحصیل به فرانسه رفت و بعداً سپس برای اجازه کار در اسکاتلند به عضویت کالج سلطنتی دوبلین درآمد.
او برای انجام کارهای تبلیغی به آیین کاتولیک روی آورد؛ هرچند حتی اگر قوانین کلیسای کاتولیک از پزشک شدن خواهران خود تا سال ۱۹۳۶ پزشک جلوگیری می‌کرد.

## پیش‌زمینه
مک‌لارن در ادینبرا، اسکاتلند زاده شد. او دختر دانکن مک‌لارن، بازرگان پرسبترین و سیاستمدار برجسته لیبرال از ازدواج دومش بود. مادرش در حالی که تنها سه سال داشت، درگذشت. همسر سوم پدرش پریسیلا برایت بود و به مرور آن‌ها با هم کار می‌کردند.

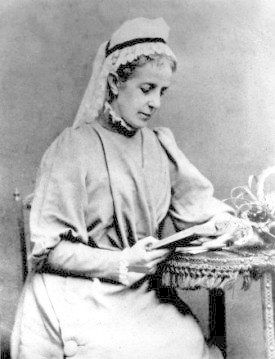
اگنس مک‌لارن

وی در سال ۱۸۷۶ وارد دانشکده پزشکی دانشگاه مونپلیه شد و و به عنوان دهمین زن بریتانیایی فارغ‌التحصیل رشته پزشکی شد. در سال ۱۸۷۷ او جزو هیئت مدیره دانشکده پزشکی زنان در لندن شد. در سال ۱۸۸۲، او همچنین عضو کالج سلطنتی پزشکان ایرلند بود و در کن کار می‌کرد. او تابستان‌ها را در ادینبرا می‌گذراند و در زمستان به فرانسه نقل مکان می‌کرد.

## هند
اگنس در سال ۱۸۹۸ در سن ۶۱ سالگی به کلیسای کاتولیک رومی گروید و سپس همراه با یک مبلغ مذهبی کاتولیک به راولپندی در شمال هند (در پاکستان امروزی) رفت و دریافت که زنان هند نیاز فوق‌العاده‌ای به بهداشت دارند. به دلیل رسم خلوت زنان هندی (پوردا)، مردانی غیر از خانواده نزدیک نمی‌توانستند آن‌ها را ببینند که این به این معنی بود که آن‌ها از پزشکان مرد نیز نمی‌توانستند مراقبت‌های پزشکی دریافت کنند. در اوایل دهه ۱۹۰۰ به دلیل کم بودن شمار پزشکان زن، هر ساله هزاران زن در اثر بیماری یا در هنگام زایمان می‌مردند و بسیاری از نوزادان نیز نمی‌توانستند به سنین بزرگسالی برسند. مک‌لارن با تأسیس کمیته مأموریت پزشکی در لندن به بینانگذاری یک بیمارستان کوچک به نام بیمارستان سنت کاترین در راولپندی به این مشکل پاسخ داد.
مک‌لارن در جستجوی برای یافتن زنانی که می‌توانستند بیمارستان را اداره کنند، دریافت که قانونی در کلیسای کاتولیک راهبهها را در ارائه این سطح از مراقبت‌های پزشکی منع کرده‌است. وی از پاپ و سریر مقدس درخواست کرد که این محدودیت را برداشته و در حالی که در انتظار پاسخ بود، به جستجوی زنان علاقه‌مند به مراقبت‌های بهداشتی در خارج از کشور ادامه داد. آنا ماریا دنگل اتریشی، به درخواست مک‌لارن پاسخ داد، اما هرگز نتوانست با او، که اندکی پس از آغاز نامه‌نگاری درگذشته بود، ملاقات کند. با این حال، مک‌لارن پیش از مرگش، دنگل را به تحصیل پزشکی در دانشگاه کورک ترغیب کرد و سال‌ها بعد، او یک اجتماع مذهبی جدید به نام خواهران مبلغ پزشکی را راه‌اندازی کرد. آن‌ها یک اجتماع از راهبه‌های کاتولیک هستند که به عنوان پزشک و پرستار و سایر متخصصان مراقبت‌های بهداشتی آموزش دیده‌اند و به زنان و کودکان در سراسر جهان خدمات بهداشتی درمانی ارائه می‌کنند. مری گلوری، پزشک استرالیایی، در سال ۱۹۱۵، پس از خواندن یک مقاله در مورد زندگی‌نامه مک‌لارن، سفری را برای کار به عنوان مبلغ پزشکی در گونتور هند تجربه کرد. مری گلوری از پاپ بندیکت پانزدهم اجازه کار ویژه به عنوان پزشک و راهبه مذهبی را در سال ۱۹۲۰ دریافت کرد.
مک لارن در سال ۱۹۱۳ درگذشت و در آنتیب فرانسه به خاک سپرده شد. آگهی ترحیم وی در مجله پزشکی بریتانیا او را چنین توصیف می‌کند: «زنی با شخصیت و منش قوی، که توسط حلقه‌ای بزرگ از کارگران خیرخواه بسیاری از ملل، اقوام و عقاید مختلف شناخته شده‌است.»